# Anufo (langue)
Pour les articles homonymes, voir Anufo.
 (novembre 2016).
Si vous disposez d'ouvrages ou d'articles de référence ou si vous connaissez des sites web de qualité traitant du thème abordé ici, merci de compléter l'article en donnant les références utiles à sa vérifiabilité et en les liant à la section « Notes et références ».
L’anufo ou tchokossi est une langue kwa parlée au Ghana, au Bénin au Togo et en Côte d’Ivoire par les Anufo.

## Histoire
En Côte d’Ivoire, l’anufo est parlée par la tribu agni des Anofoué ; ce groupe ethnique se situe à l’est du département de M'bahiakro, au sud du département de Dabakala, au nord du département de Daoukro et a pour frontière est le fleuve Comoé ; avec pour chef-lieu de département Prikro, les principales villes sont : Prikro, Koffi-Amonkro, Famienkro, Agnouyannou, Tingboh, Groumagna, qui abritait avec Famienkro l’ancien complexe sucrier appelé Serebou-Comoé. En Côte d’Ivoire ce groupe est confondu avec les Agnis, groupe dont il est très proche par la langue. Mais l’histoire interne de ce groupe l’assimile à celui du Togo où il partage beaucoup de choses, entre autres l’histoire des cuvettes sacrées de Famienkro qu’on retrouve du côté de Mango et la langue qui est similaire.

## Écriture
| a | b | c | d  | e | ɛ | f | g  | gb | h  |
| i | j | k | kp | l | m | n | ny | ŋ  | ŋm |
| o | ɔ | p | r  | s | t | u | v  | w  | y  |
| z |   |   |    |   |   |   |    |    |    |